# 下昆布德
下昆布德是德国莱茵兰-普法尔茨州的一个市镇。总面积2.27平方公里，总人口302人，其中男性168人，女性134人（2011年12月31日），人口密度133人/平方公里。